# Festival de cortometrajes Marienbad
El Festival de cortometrajes de género fantástico Marienbad es un prestigioso festival de cortometraje internacional que se viene realizando cada dos años en la ciudad de La Coruña, en España. El Festival Marienbad toma su nombre de la película de Alain Resnais El año pasado en Marienbad (1961), y su símbolo, del test de Rorschach. Se trata de un festival que pretende fomentar entre el público, y especialmente entre los más jóvenes, el cine experimental o fantástico de corta duración.

## Historia
Inició su andadura el 8 de mayo de 2006, sin la intención de ser un festival competitivo, sino una muestra internacional de trabajos afines. Ya en esa primera edición el festival contó con figuras de renombre, de la talla de César Velasco Broca, David Cacheda, Javier Gómez, Fran Estévez, Javier Casasempere, Rafael Mallo y Francisco Calvelo.
Su segunda edición tendrá lugar el próximo 27 de junio de 2008, siendo la primera vez que se presenta una convocatoria abierta a participación. Además, se exhibirán los cortometrajes de dos viejos conocidos del festival como Calvelo y Velasco Broca, junto a los nuevos trabajos de Daniel Romero, Juanjo Iglesias y Paco Cavero.